# 北アメリカ首脳会談
北アメリカ首脳会談（North American Leaders' Summit, 略称: NALS）は、カナダ首相、メキシコの大統領、アメリカ合衆国大統領による3カ国首脳会談である。マスメディアからはスリー・アミーゴス・サミット（Three Amigos Summit）とも呼ばれる。当初は2005年に発足した3カ国間の大陸間対話である北米の安全と繁栄のためのパートナーシップ（SPP）の一環として開催され、2009年にSPPが不活性となった後も継続した。
直近の会談は2023年1月10日にメキシコシティでアンドレス・マヌエル・ロペス・オブラドール大統領によって主催された。

## 会談

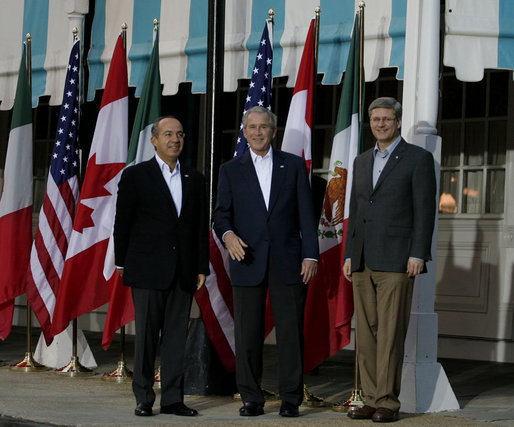
左から: アメリカ合衆国ニューオーリンズで開催された北アメリカ首脳会談後の夕食会に出席したメキシコ大統領フェリペ・カルデロン、アメリカ大統領ジョージ・W・ブッシュ、カナダ首相スティーヴン・ハーパー（2008年4月21日）。

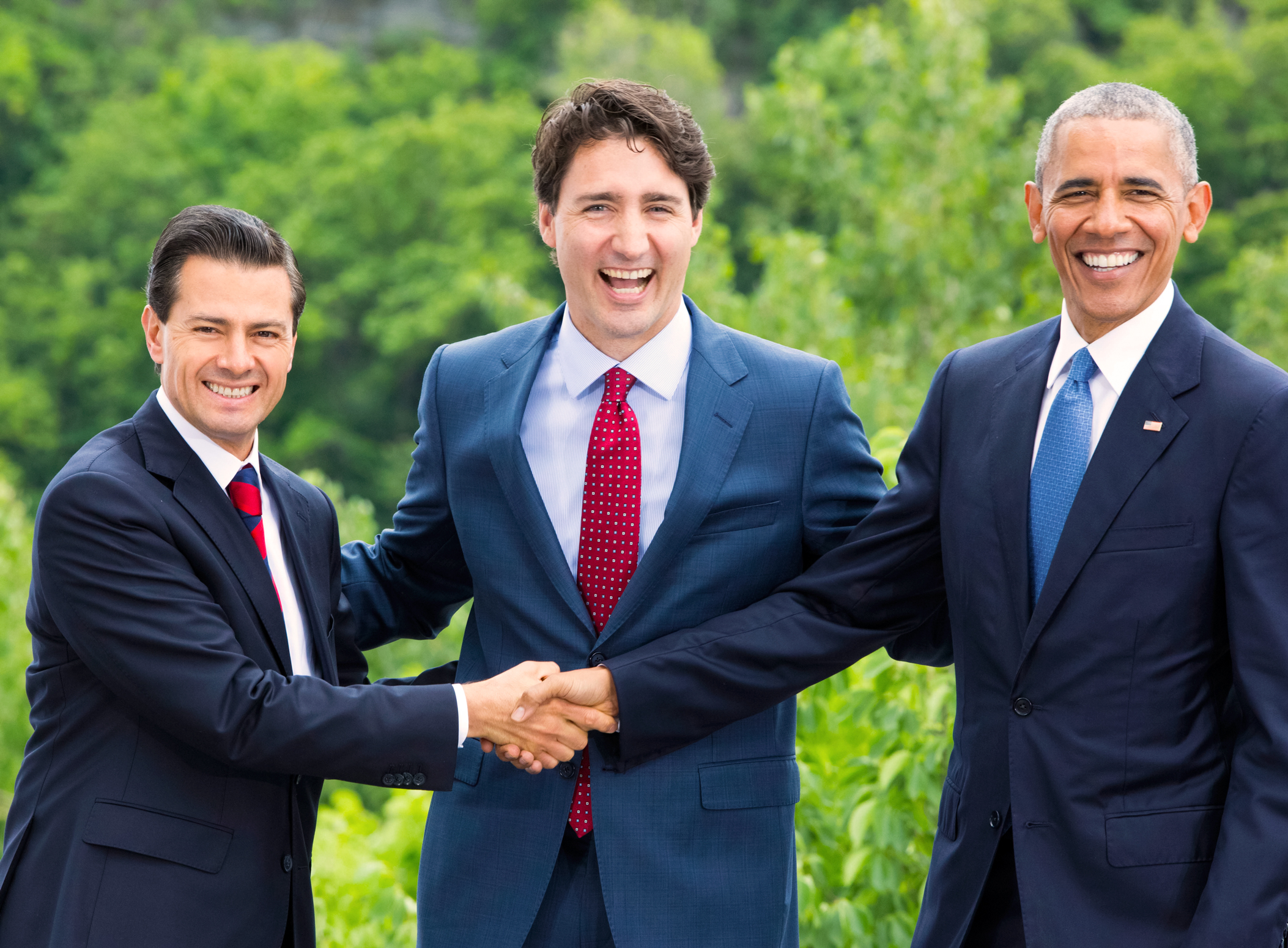
左から: カナダオタワで開催された北アメリカ首脳会談でのメキシコ大統領エンリケ・ペーニャ・ニエト、カナダ首相ジャスティン・トルドー、アメリカ大統領バラク・オバマ（2016年6月29日）。

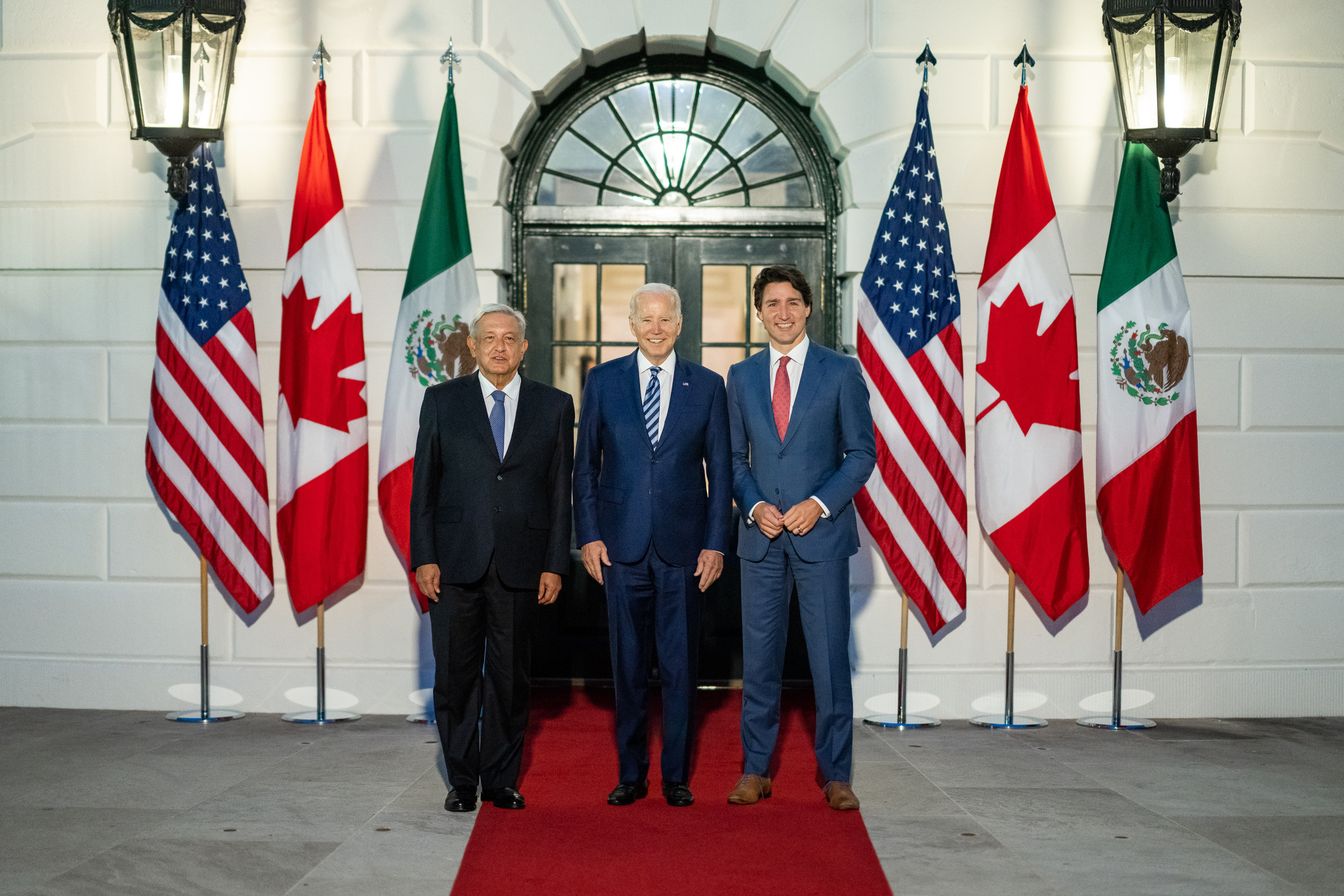
左から: アメリカ合衆国ワシントンD.C.ホワイトハウスで開催された北アメリカ首脳会談でのメキシコ大統領アンドレス・マヌエル・ロペス・オブラドール、アメリカ大統領ジョー・バイデン、カナダ首相ジャスティン・トルドー（2021年11月18日）。

2009年までは北米の安全と繁栄のためのパートナーシップの一環として開催されていた。首脳会談の開催日は規定されておらず、様々な理由で開催されない年もあった。2017年から2021年までのアメリカの第1次トランプ政権時代は開催されなかったが、2018年G20ブエノスアイレス会合で米国・メキシコ・カナダ協定が締結されるなど、他行事での3カ国首脳会談は引き続いて行われた。
| 年   | 開催地                       | 日付         | 主催首脳                                   | 来賓首脳                                                          |        |
| ---- | ---------------------------- | ------------ | ------------------------------------------ | ----------------------------------------------------------------- | ------ |
| 2005 | テキサス州ウェーコ           | 3月23日      | ジョージ・W・ブッシュ                      | ビセンテ・フォックス・ケサーダ ポール・マーティン                 |        |
| 2006 | キンタナ・ロー州カンクン     | 3月31日      | ビセンテ・フォックス                       | ジョージ・W・ブッシュ スティーヴン・ハーパー                      |        |
| 2007 | ケベック州モンテベロ         | 8月20日–21日 | スティーヴン・ハーパー                     | ジョージ・W・ブッシュ フェリペ・カルデロン                        |        |
| 2008 | ルイジアナ州ニューオーリンズ | 4月21日–22日 | ジョージ・W・ブッシュ                      | フェリペ・カルデロン スティーヴン・ハーパー                       |        |
| 2009 | ハリスコ州グアダラハラ       | 8月8日–11日  | フェリペ・カルデロン                       | スティーヴン・ハーパー バラク・オバマ                             |        |
| 2010 | 未開催                       | 未開催       | 未開催                                     | 未開催                                                            |        |
| 2011 | 未開催                       | 未開催       | 未開催                                     | 未開催                                                            |        |
| 2012 | ワシントンD.C.               | 4月2日       | バラク・オバマ                             | フェリペ・カルデロン スティーヴン・ハーパー                       |        |
| 2013 | 未開催                       | 未開催       | 未開催                                     | 未開催                                                            | 未開催 |
| 2014 | メヒコ州トルーカ             | 2月19日      | エンリケ・ペーニャ・ニエト                 | スティーヴン・ハーパー バラク・オバマ                             |        |
| 2015 | 未開催                       | 未開催       | 未開催                                     | 未開催                                                            | 未開催 |
| 2016 | オンタリオ州オタワ           | 6月29日      | ジャスティン・トルドー                     | バラク・オバマ エンリケ・ペーニャ・ニエト                         |        |
| 2017 | 未開催                       | 未開催       | 未開催                                     | 未開催                                                            |        |
| 2018 | 未開催                       | 未開催       | 未開催                                     | 未開催                                                            |        |
| 2019 | 未開催                       | 未開催       | 未開催                                     | 未開催                                                            |        |
| 2020 | 未開催                       | 未開催       | 未開催                                     | 未開催                                                            |        |
| 2021 | ワシントンD.C.               | 11月18日     | ジョー・バイデン                           | ジャスティン・トルドー アンドレス・マヌエル・ロペス・オブラドール |        |
| 2022 | 未開催                       | 未開催       | 未開催                                     | 未開催                                                            |        |
| 2023 | メキシコシティ               | 1月10日      | アンドレス・マヌエル・ロペス・オブラドール | ジャスティン・トルドー ジョー・バイデン                           |        |